# 이상헌 (프로게이머)
이상헌(1988년 11월 27일 ~ )은 대한민국의 스타크래프트 II 프로게이머이다. VINES라는 아이디를 사용하며, 종족은 프로토스이다.

## 개요
2010년 oGs에 입단하며 스타크래프트 II 프로게이머 활동을 시작했다.
2012년 해외 팀인 Team Empire와 apeX eSports에서 활동하기도 했다.
2012년 10월 apeX eSports과 결별하고 2013년 1월 9일 AZUBU에 정식 입단했다.
2014년 2월 아주부에서 탈퇴했다.

## 수상 경력
- 2010 소니 에릭슨 스타크래프트 II OPEN Season 3 64강
- 2011 소니 에릭슨 글로벌 스타크래프트 II 리그 Nov. Code A 48강
- 2012 핫식스 2012 글로벌 스타크래프트 II 리그 시즌 2 Code A 32강
- 2012 무슈제이 2012 글로벌 스타크래프트 II 리그 시즌 3 Code A 48강
- 2013 WCS Korea Season 1 챌린저리그 48강